# Jurij Melnyk
Jurij Fedorowycz Melnyk, ukr. Юрій Федорович Мельник (ur. 5 sierpnia 1962 w miejscowości Werchniaczka w obwodzie czerkaskim) – ukraiński polityk, z wykształcenia zootechnik, kandydat nauk rolniczych. W latach 2005–2006 wicepremier, w latach 2006–2010 minister rolnictwa.

## Życiorys
Absolwent uczelni przekształconej później w Narodowy Uniwersytet Biozasobów i Zarządzania Naturą Ukrainy. Od 1997 zatrudniony w administracji rządowej. W latach 1998–2000 i 2003–2005 pełnił funkcję wiceministra polityki rolnej. W rządzie Jurija Jechanurowa, rekomendowany przez Ukraińską Partię Ludową, objął stanowisko wicepremiera. W drugim rządzie Wiktora Janukowycza (z puli KPU) został ministrem polityki rolnej. Utrzymał to stanowisko w nowo powołanym gabinecie Julii Tymoszenko, zajmował je do 2010.